# Kara Hermanson Salmela
Kara Hermanson Salmela (* 16. Juni 1972 in Elk River) ist eine frühere US-amerikanische Biathletin. Sie nahm an sieben Olympischen Winterspielen und Biathlon-Weltmeisterschaften teil.
Kara Salmela lebt in Rogers und trainierte in Duluth. Die Sportsoldatin studierte an der Northern Michigan University. 1992 begann sie mit dem Biathlonsport und bestritt 1995 ihre ersten Rennen im Biathlon-Weltcup. In Lahti wurde sie in einem Einzel 47. und 42. eines Sprintrennens. In Ruhpolding nahm Salmela 1996 an ihren ersten Biathlon-Weltmeisterschaften teil und belegte im Sprint den 57. Platz. In Osrblie folgte die Teilnahme an den Biathlon-Weltmeisterschaften 1997, wo die US-Amerikanerin auf den 53. Platz im Einzel und den 64. Platz im Sprint kam. In Nagano nahm sie 1998 erstmals an Olympischen Winterspielen teil. Bei den Wettbewerben in Nozawa Onsen wurde sie 56. des Einzels sowie mit Ntala Skinner, Stacey Wooley und Kristina Sabasteanski 15. des Staffelrennens. In Pokljuka wurde sie zudem im auf den Olympischen Rennen basierenden Verfolgungsrennen bei den Biathlon-Weltmeisterschaften 1998 31. Kurz darauf gewann Salmela als 20. eines Einzels in Hochfilzen erstmals Weltcuppunkte. Recht gute Resultate erreichte die US-Amerikanerin mit Platz 28 im Sprint und 34 in der Verfolgung auch bei den Biathlon-Weltmeisterschaften 1999 in Kontiolahti. Hinzu kam ein mit Rachel Steer, Sabasteanski und Jill Troutner erreichter 12. Platz im Staffelrennen. In Valcartier erreichte sie gegen Ende der Saison mit einem 14. Platz in einem Sprint ihr bestes Karriereergebnis im Weltcup. Nur wenig später kam ein 16. Platz in einem B-Massenstartrennen am Holmenkollen in Oslo hinzu. An selber Stelle wurde sie 46. des Einzels, das aufgrund von vorherigen Wetterproblemen bei der WM in Kontiolahti als Weltmeisterschaft gewertet wurde.
Auch die Biathlon-Weltmeisterschaften 2000, Salmelas letzte WM, wurde in Oslo ausgetragen. Im Einzel belegte sie den 55. Platz, wurde 67. im Sprint und erreichte mit Steer, Andrea Nahrgang und Sabasteanski als überrundete Staffel nicht das Ziel. Zuvor startete Salmela schon bei den Biathlon-Europameisterschaften 2000 in Kościelisko, wo sie 30. des Einzels, 32. des Sprints und 31. der Verfolgung wurde. 2001 wurde die Teilnahme an der EM in der Haute-Maurienne Saisonhöhepunkt. In Frankreich erreichte sie im Sprint das Ziel nicht und trat im Einzel nicht an. In ihrer US-amerikanischen Heimat nahm sie zum Ende der Saison an den Militär-Skiweltmeisterschaften 2001 in Jericho teil, wo sie sich im Sprint einzig Andreja Koblar geschlagen geben musste und die Silbermedaille gewann. Abschluss und letzter Karrierehöhepunkt wurden die Olympischen Winterspiele 2002 von Salt Lake City, bei denen Salmela im Einzel den 59. Platz erreichte, im Sprint 49. wurde, sich im Verfolgungsrennen auf den 45. Platz verbesserte und mit Nahrgang, Steer und Sabasteanski bei den Wettbewerben in Soldier Hollow den 15. Rang im Staffelrennen belegte.

## Biathlon-Weltcup-Platzierungen
Die Tabelle zeigt alle Platzierungen (je nach Austragungsjahr einschließlich Olympische Spiele und Weltmeisterschaften).
- 1.–3. Platz: Anzahl der Podiumsplatzierungen
- Top 10: Anzahl der Platzierungen unter den ersten zehn (einschließlich Podium)
- Punkteränge: Anzahl der Platzierungen innerhalb der Punkteränge (einschließlich Podium und Top 10)
- Starts: Anzahl gelaufener Rennen in der jeweiligen Disziplin
- Staffel: inklusive Mixed-Staffel

| Platzierung         | Einzel | Sprint | Verfolgung | Massenstart | Team | Staffel | Gesamt |
| ------------------- | ------ | ------ | ---------- | ----------- | ---- | ------- | ------ |
| 1. Platz            |        |        |            |             |      |         |        |
| 2. Platz            |        |        |            |             |      |         |        |
| 3. Platz            |        |        |            |             |      |         |        |
| Top 10              |        |        |            |             |      | 1       | 1      |
| Punkteränge         | 1      | 1      |            |             |      | 7       | 9      |
| Starts              | 18     | 35     | 13         | 1           |      | 9       | 76     |
| Stand: Karriereende |        |        |            |             |      |         |        |